# Связующие элементы в фигурном катании
Связующие элементы в фигурном катании — относительно простые элементы, объединяющие разрозненные сложные элементы в цельную программу. Выполняются в такт музыке.
«Сложные» элементы в настоящее время жёстко стандартизованы, поэтому отыгрываемый фигуристом образ передаётся в первую очередь связками. Удачный подбор и эффектное исполнение связующих элементов — один из показателей класса фигуриста.

## Место связующих элементов вНовой судейской системе
В документации ИСУ понятие «связующие элементы» описывается как «разнообразные и замысловатые шаги, позы, движения и хваты, объединяющие все элементы» — другими словами, связующими можно считать любые незапрещённые элементы, не описанные в таблице SOV/GOE. Поэтому в оценку за технику связующие элементы не входили, пока в сезоне 2012—13 не появилось понятие «хореографическая дорожка» — набор любых связующих элементов на выбор фигуриста, исполняемый по всей поверхности катка. Кроме того, связующие элементы могут поднять GOE прыжка — для этого в таблице подсчёта GOE есть пункты «неожиданный, оригинальный или сложный заход», «прыжок выполнен с шагов или другого хорошо различимого связующего элемента», «хорошая поза на выезде или необычный выезд».
В оценке за общее впечатление один из пяти компонентов — связующие элементы (англ. Transitions/linking footwork & movement).
Несколько прыжков, разделённые связующим элементом без промежуточных шагов, считаются «комбинацией прыжков» (англ. jump sequence) и оцениваются с коэффициентом 0,8.
Влияние Новой системы на связки неоднозначно. С одной стороны, ощутимые бонусы за прыжки с шагов и связок подняли общий технический уровень катания. С другой — жёсткий темп произвольной программы привёл к оскудению арсенала связок. ИСУ продолжает экспериментировать с правилами, чтобы сделать связующие прыжки и спирали правилом, а не исключением.

## Шаги
Дорожка шагов — засчитываемый элемент, отнимающий много времени (30–50 секунд). Впрочем, шаги, повороты и пассы руками встречаются и более мелкими порциями — на перебежках. Такие шаги не имеют SOV и GOE — то есть считаются связующими элементами.

## Спирали
По состоянию на сезон 2010—11, спираль (длительное скольжение на одном ребре с высоко поднятой ногой) в короткой программе считается связующим элементом. Вот некоторые из элементов, которые традиционно относят к спиралям, но как спирали не засчитывают даже в произвольной программе.
Пистолет (англ. duck, shoot-the-duck) — несложный приём, применяемый в основном начинающими; скольжение на одной ноге в приседе.
Циркуль (англ. pivot) — фигурист упирается зубцом одного конька в центр, а другим описывает окружности.
Гидроспираль (англ. hydroblading) — скольжение по кругу на крутом ребре одного конька, с небольшой опорой пальцами в центр круга. Крайне редко исполняется в соревновательном катании; в ледовых шоу есть целые номера, основанные на гидроспиралях.

### Кораблик и его вариации
Кораблик (англ. spread eagle) — скольжение на двух коньках, поставленных в одну линию пятками друг к другу. Выполняется на внутренних или внешних рёбрах коньков.
Бести (англ. Besti squat) — кораблик, выполненный в сильном приседе. Назван в честь советской фигуристки Натальи Бестемьяновой.
Есль коньки стоят не в одну линию, а параллельно, приём называется бауэр (англ. Ina Bauer) — в честь немки Ины Бауэр.
Приём кантилевер — скольжение в «кораблике» с туловищем, уложенным горизонтально — изобретён американскими фигуристами-комиками швейцарского происхождения, известными как «Фрик и Фрак» (англ.). Позднее кантилевер стал «визитной карточкой» Ильи Климкина, отсюда второе название — «кораблик Климкина».

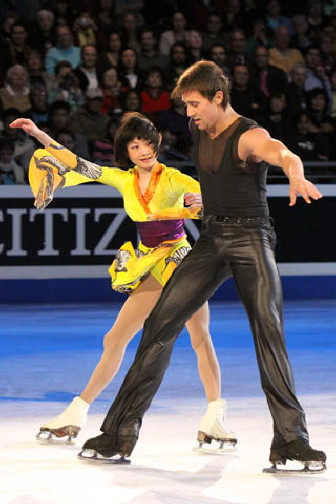
Кораблик Кавагути / Смирнов
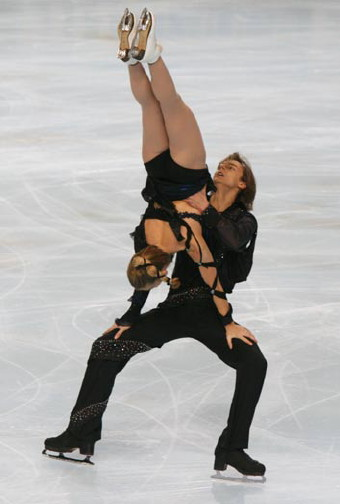
Кораблик Бестемьяновой Уэстер / Баранцев
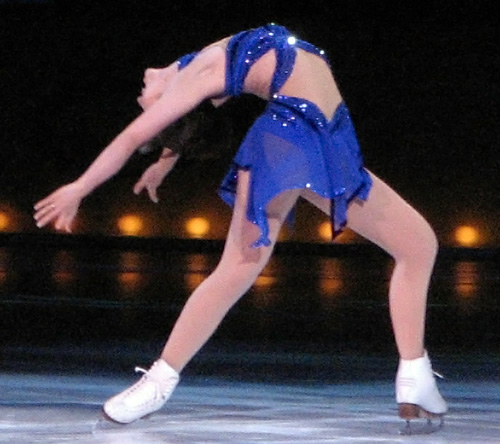
Бауэр Сидзука Аракава
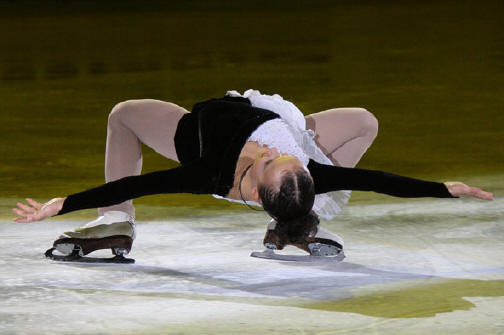
Кантилевер Любовь Илюшечкина
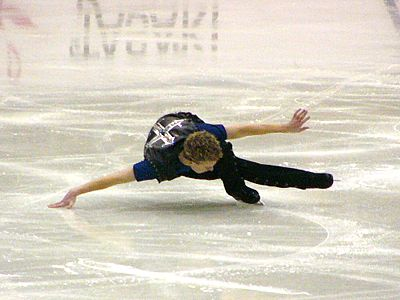
Гидроспираль Тимоти Гейбл

## Прыжки
Полуоборотные прыжки (перекидной, прыжки в шпагат полуриттбергером и полуфлипом…) всегда считались связующими элементами. В 2000-е годы Новая судейская система объявила связующими некоторые прыжки в один и более оборот, фактически поставив их «вне закона»:
- Валлей — редкий прыжок, иногда исполнявшийся в обратную сторону в каскаде с лутцем.
- Ойлер — однооборотный прыжок, с которого можно зайти на сальхов или флип.
- Одноногий аксель — разновидность акселя, с которой можно зайти на сальхов/флип.

В дальнейшем ойлер и прочие прыжки с приземлением на другую ногу реабилитировали, но фигуристам высшего класса исполнять их, как правило, невыгодно.
В настоящее время (2018) у фигуристов высшего класса прыжки в один оборот считаются связующими.

## Парные
Парное катание богато на связующие элементы. В их числе:
- Танцевальные движения: партнёры могут менять позицию друг относительно друга, съезжаться и разъезжаться…
- Микроподдержки: мужчина поднимает женщину на небольшую высоту.